# Rancho de Enmedio
Rancho de Enmedio är en ort i Mexiko.   Den ligger i kommunen Villa Guerrero och delstaten Jalisco, i den centrala delen av landet, 600 km nordväst om huvudstaden Mexico City. Rancho de Enmedio ligger 1 584 meter över havet och antalet invånare är 102.
Terrängen runt Rancho de Enmedio är varierad. Runt Rancho de Enmedio är det mycket glesbefolkat, med 7 invånare per kvadratkilometer. Närmaste större samhälle är San Lorenzo de Atzqueltán, 13,4 km nordost om Rancho de Enmedio. I omgivningarna runt Rancho de Enmedio växer huvudsakligen savannskog.